# SCR Hochstädt Wien
Sportclub Rasenspieler Hochstädt Wien was een Oostenrijkse voetbalclub uit het Weense district Brigittenau. 
De club werd opgericht in 1903 als SC Hochstädt en trad pas in 1942 in de schijnwerpers toen de club promoveerde naar de hoogste klasse. Tijdens de Tweede Wereldoorlog ging de club een speelverbond aan met 1. Floridsdorfer Rasenspieler-Sportclub die uiteindelijk uitmondde in de fusie met die club in 1945 waaruit SC Rasenspieler Hochstädt ontstond. 
In het eerste naoorlogse seizoen werd de club kampioen van de tweede klasse, voor Hakoah Wien en Landstraßer AC. De hoogste klasse was echter een maat te groot voor de club die voorlaatste werd, enkel Post SV deed het slechter. Dat seizoen deed de club het wel goed in de ÖFB-Pokal en versloeg LASK, SAK 1914 en Sturm Graz alvorens met 0-7 te verliezen van Austria Wien in de halve finale. 
Terug in de tweede klasse werd de club opnieuw kampioen, met één punt voorsprong op 1. Schwechater SC. De tweede poging in de hoogste klasse liep catastrofaal af en Hochstädt verzamelde maar vier punten, evenveel als Rapid Oberlaa maar door een slechter doelsaldo degradeerde Hochstädt. Door herstructurering van de competitie degradeerde de club in het volgende seizoen opnieuw. De club kon niet meer terugkeren naar de hogere klassen en fusioneerde uiteindelijk met Brigittenauer AC in 1972. 